# Dierogekko
Dierogekko is een geslacht van hagedissen die behoren tot de gekko's en de familie Diplodactylidae.

## Naam en indeling
De wetenschappelijke naam van de groep werd voor het eerst voorgesteld door Aaron Matthew Bauer, Todd R. Jackman, Ross Allen Sadlier en Anthony Hume Whitaker in 2006. Er zijn negen soorten, inclusief de pas in 2014 beschreven soort Dierogekko baaba. Zeven soorten werden voor het eerst wetenschappelijk beschreven in 2006. Alleen de soort Dierogekko validiclavis was al eerder bekend maar werd tot het geslacht Bavayia gerekend, zodat veel literatuur nog de verouderde naamgeving weergeeft.
De geslachtsnaam Dierogekko betekent vrij vertaald 'actieve gekko's'.

## Verspreiding en habitat
Alle soorten komen endemisch voor in Nieuw-Caledonië. De habitat bestaat uit vochtige tropische en subtropische bossen, zowel in laaglanden als in bergstreken, en vochtige tropische en subtropische scrublands.

## Beschermingsstatus
Door de internationale natuurbeschermingsorganisatie IUCN is aan alle soorten een beschermingsstatus toegewezen. Een soort wordt beschouwd als 'onzeker' (Data Deficient of DD), drie soorten als 'bedreigd' (Endangered of EN) en vijf soorten als 'ernstig bedreigd' (Critically Endangered of CR).

## Soorten
Het geslacht omvat de volgende soorten, met de auteur, het verspreidingsgebied en de beschermingsstatus.
| Naam                    | Auteur                                             | Verspreidingsgebied | Beschermingsstatus |
| ----------------------- | -------------------------------------------------- | ------------------- | ------------------ |
| Dierogekko baaba        | Skipwith, Jackman, Whitaker, Bauer & Sadlier, 2014 | Nieuw-Caledonië     |                    |
| Dierogekko inexpectatus | Bauer, Jackman, Sadlier & Whitaker, 2006           | Nieuw-Caledonië     |                    |
| Dierogekko insularis    | Bauer, Jackman, Sadlier & Whitaker, 2006           | Nieuw-Caledonië     |                    |
| Dierogekko kaalaensis   | Bauer, Jackman, Sadlier & Whitaker, 2006           | Nieuw-Caledonië     |                    |
| Dierogekko koniambo     | Bauer, Jackman, Sadlier & Whitaker, 2006           | Nieuw-Caledonië     |                    |
| Dierogekko nehoueensis  | Bauer, Jackman, Sadlier & Whitaker, 2006           | Nieuw-Caledonië     |                    |
| Dierogekko poumensis    | Bauer, Jackman, Sadlier & Whitaker, 2006           | Nieuw-Caledonië     |                    |
| Dierogekko thomaswhitei | Bauer, Jackman, Sadlier & Whitaker, 2006           | Nieuw-Caledonië     |                    |
| Dierogekko validiclavis | Sadlier, 1988                                      | Nieuw-Caledonië     |                    |